# Probalaenifrons
Probalaenifrons és un gènere monotípic d'arnes de la família Crambidae. Conté només una espècie, Probalaenifrons argillacea, que es troba a Indonèsia.